# Футбольний матч Україна — Австрія (2021)
Футбольний матч Україна — Австрія (2021) — футбольний матч останнього третього туру групового етапу у групі C чемпіонату Європи 2020 року, що відбувся 21 червня 2021 року на Національному стадіоні у місті Бухаресті в Румунії.
Матч за вихід до 1/8 фіналу чемпіонату Європи з футболу 2020 з другого місця в групі. Обидві команди мали по три очки. У попередніх матчах українці поступилися Нідерландам (2:3) і перемогли Північну Македонію (2:1). Австрійці були сильнішими за північномакедонців (3:1) та програли нідерландцям (0:2).
Перемога або нічия гарантувала українським футболістам друге місце у групі, національна команда України мала перевагу над австрійцями за кількістю забитих м'ячів.

## Попередні матчі
| № | Дата              | Місце                                     | Турнір | Матч              | Результат |
| - | ----------------- | ----------------------------------------- | ------ | ----------------- | --------- |
| 1 | 15 листопада 2011 | Львів, Арена Львів, Україна               | ТМ     | Україна — Австрія | 2:1       |
| 2 | 1 червня 2012     | Інсбрук, «Тіволі Штадіон Тіроль», Австрія | ТМ     | Австрія — Україна | 3:2       |

## Прогноз
На думку букмекерів, у цьому поєдинку явний фаворит був відсутній. Найбільш імовірним результатом мала стати нічия. Так, компанія Parimatch приймала ставки на перемогу збірної України з коефіцієнтом 3,40, на нічию — 2,06, на виграш Австрії — 3,65, а решта, відповідно, 3,58 та 3,84, а нічия — 1,95.

## Трансляція матчу
Гру в прямому ефірі транслювали українські телеканали «Футбол 1» та «Україна». Легальна інтернет-трансляція матчу була доступна на платформах Oll.tv, Vodafone TV, Megogo, Київстар ТБ, Воля ТБ.

## Матч
| 21 червня 2021 19:00 |

| Україна | 0:1      | Австрія         |
| ------- | -------- | --------------- |
|         | Протокол | Баумгартнер 21' |

| Національний стадіон, Бухарест Глядачів: 10,472 Арбітр: Джюнейт Чакир |

| Україна | Австрія |

| ВР              | 1  | Георгій Бущан       |  |     |
| ЗХ              | 13 | Ілля Забарний       |  |     |
| ЗХ              | 22 | Микола Матвієнко    |  |     |
| ЗХ              | 21 | Олександр Караваєв  |  |     |
| ЗХ              | 16 | Віталій Миколенко   |  | 85' |
| ПЗ              | 5  | Сергій Сидорчук     |  |     |
| ПЗ              | 10 | Микола Шапаренко    |  | 68' |
| ПЗ              | 17 | Олександр Зінченко  |  |     |
| ПЗ              | 7  | Андрій Ярмоленко () |  |     |
| ПЗ              | 8  | Руслан Маліновський |  | 46' |
| НП              | 9  | Роман Яремчук       |  |     |
| Заміни:         |    |                     |  |     |
| ПЗ              | 15 | Віктор Циганков     |  | 46' |
| ПЗ              | 11 | Марлос              |  | 68' |
| НП              | 19 | Артем Бєсєдін       |  | 85' |
| Тренер:         |    |                     |  |     |
| Андрій Шевченко |    |                     |  |     |

| ВР          | 13 | Даніель Бахманн     |  |     |
| ЗХ          | 3  | Александар Драгович |  |     |
| ЗХ          | 4  | Мартін Гінтереггер  |  |     |
| ЗХ          | 21 | Штефан Лайнер       |  |     |
| ЗХ          | 8  | Давід Алаба ()      |  |     |
| ПЗ          | 24 | Конрад Лаймер       |  | 72' |
| ПЗ          | 23 | Ксавер Шлагер       |  |     |
| ПЗ          | 10 | Флоріан Грілліч     |  |     |
| ПЗ          | 19 | Крістоф Баумгартнер |  | 32' |
| ПЗ          | 9  | Марсель Забітцер    |  |     |
| НП          | 7  | Марко Арнаутович    |  | 90' |
| Заміни:     |    |                     |  |     |
| ПЗ          | 18 | Алессандро Шепф     |  | 32' |
| ЗХ          | 6  | Штефан Ільзанкер    |  | 72' |
| НП          | 25 | Саша Калайджич      |  | 90' |
| Тренер:     |    |                     |  |     |
| Франко Фода |    |                     |  |     |

| Найкращий гравець матчу: Флоріан Грілліч (Австрія) Помічники судді: Бахаттін Дуран (Туреччина) Тарік Енгюн (Туреччина) Четвертий суддя: Даніель Зіберт (Німеччина) Резервні помічники рефері: Ян Зайдель (Німеччина) Відеоасистент арбітра: Массіміліано Ірраті (Італія) Помічники відеоасистента арбітра: Хосе Марія Санчес Мартінес (Іспанія) Іньїго Прієто Лопес де Серайн (Іспанія) Хуан Мартінес Мунуера (Іспанія) |

### Статистика матчу
| Статистика       | Україна | Австрія |
| ---------------- | ------- | ------- |
| Голи             | 0       | 1       |
| Удари по воротах | 1       | 4       |
| Передачі         | 454     | 455     |
| Точність передач | 82 %    | 79 %    |
| Володіння м'ячем | 51 %    | 49 %    |
| Кутові           | 4       | 9       |
| Порушення        | 10      | 11      |
| Офсайди          | 1       | 2       |
| Жовті картки     | 0       | 0       |
| Червоні картки   | 0       | 0       |